# Райан, Скотт
Скотт Майкл Райан (англ. Scott Michael Ryan; род. 12 мая 1973 года) — австралийский политик, член Либеральной партии. Сенатор от штата Виктория (с 2008), президент Сената Австралии (с 2017). С 2016 по 2017 годы занимал министерские посты в правительстве Малкольма Тёрнбулла.

## Ранние годы жизни
Скотт Райан родился 12 мая 1973 года в Брисбене, его детские годы прошли в Эссендоне, штат Виктория. Учился в католическом колледже Святого Кевина в Мельбурне, затем окончил Мельбурнский университет со степенью бакалавра искусств. В студенческие годы был президентом Либерального клуба Мельбурнского университета. Также был членом Австралийской федерации студентов-либералов (ныне является её пожизненным членом).
Начал карьеру с должности преподавателя политологии в колледже Святой Марии Мельбурнского университета. Затем работал в фармацевтической компании GlaxoSmithKline, был спичрайтером и политическим советником. В 2008 году он был научным сотрудником в Институте связей с общественностью в Мельбурне.

## Политическая карьера

### В Сенате
В 2007 году Райан был избран вице-президентом отделения Либеральной партии в штате Виктория. На федеральных выборах 2007 года он был избран в Сенат Австралии от Виктории, вступил в должность сенатора 1 июля 2008 года. В 2013 году его переизбрали на второй срок, который (как и первый) должен был продолжаться шесть лет. Однако парламент был досрочно распущен, и новые выборы прошли уже в 2016 году; на них Райан в третий раз был избран сенатором. После выборов 2016 года была проведена реформа Сената: чтобы запустить механизм ротации, Сенат постановил, что часть новых членов верхней палаты будет оставаться в должности полный срок (6 лет), а другая часть — половину срока (3 года). Райан вошёл в группу сенаторов, которым было позволено заседать в верхней палате полный шестилетний срок.

### В правительстве
После выборов 2013 года, Райан вошёл в правительство Тони Абботта в качестве парламентского секретаря при министре образования, затем (после переименования министерской должности) стал парламентским секретарём при министре образования и профессиональной подготовки.
С февраля по июнь 2016 года Райан занимал пост министра профессионального образования и навыков в первом кабинете Малкольма Тёрнбулла. Во втором кабинете Тёрнбулла Райан стал специальным государственным министром, затем получил дополнительно портфель министра — помощника премьер-министра.

### Президент Сената
13 ноября 2017 года Скотт Райан был избран президентом Сената Австралии. Его предшественник Стивен Пэрри подал в отставку из Сената в ходе парламентского кризиса, когда выяснилось, что он имеет двойное гражданство — австралийское и британское, что недопустимо для членов парламента по австралийским законам. За кандидатуру Райана было отдано 53 голоса против 11 голосов, поданных за Питера Виш-Уилсона (Австралийская партия зелёных).
Райан занял пост президента Сената в 44 года, став самым молодым в истории главой верхней палаты австралийского парламента. До него самым молодым президентом Сената был Керри Сибраа (президент в 1987—1994 годах, 49 лет на момент избрания). Также он стал первым после Дуга Макклелланда (президент в 1983—1987 годах) бывшим членом правительства, занявшим пост председателя Сената, и первым в истории главой Сената, который был избран на эту должность сразу после ухода из правительства. Наконец, Райан — первый и пока единственный президент австралийского Сената из штата Виктория.

## Личная жизнь
Супругу Скотта Райана зовут Хелен Ститт (англ. Helen Stitt), в их семье двое сыновей. Они проживают в Мельбурне.